# Lekkoatletyka na Letnich Igrzyskach Olimpijskich 1932 – bieg na 800 m mężczyzn

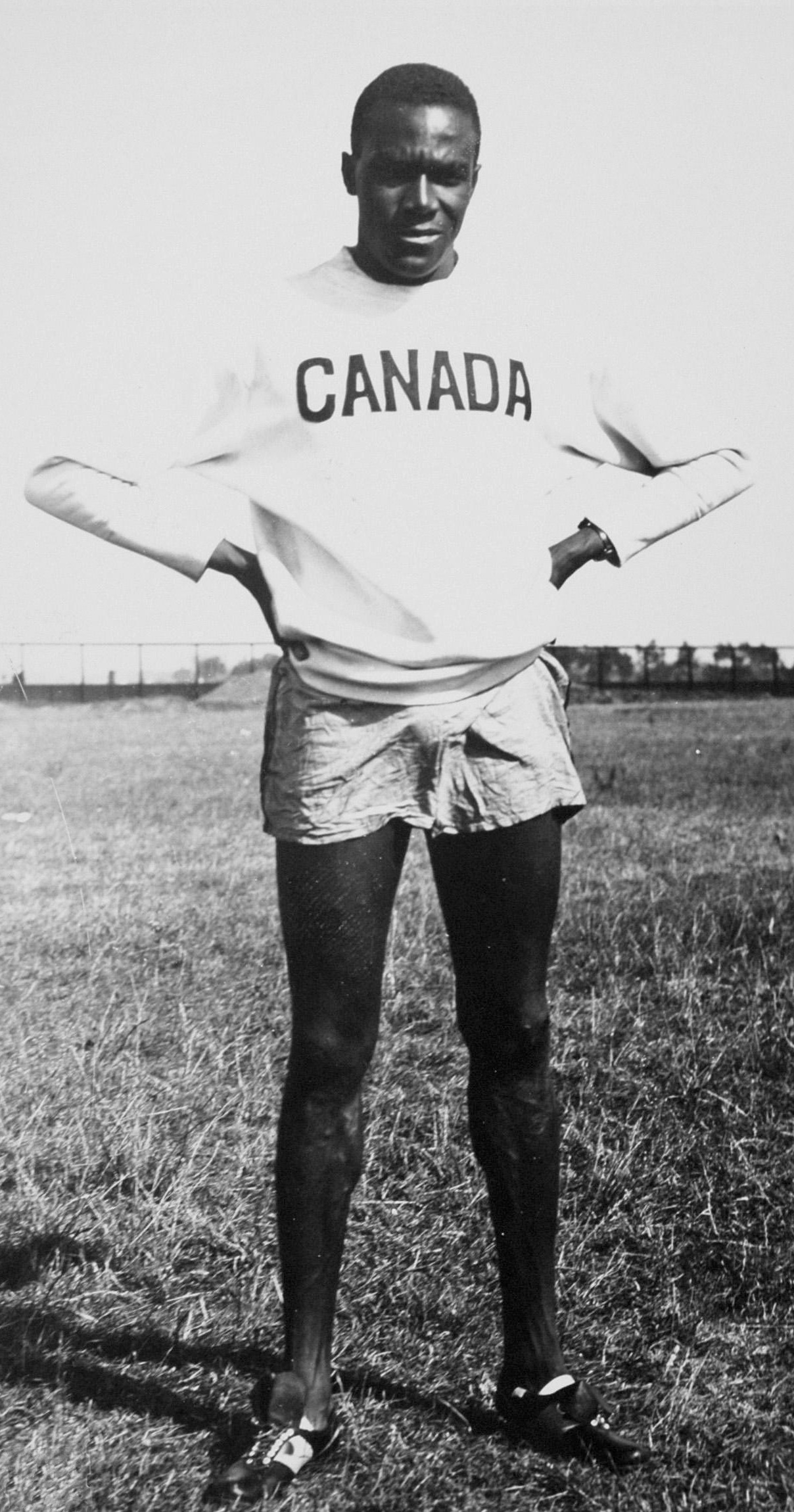
Phil Edwards

Bieg na 800 metrów mężczyzn był jedną z konkurencji rozgrywanych podczas X Letnich Igrzysk Olimpijskich. Biegi zostały rozegrane w dniach 1–2 sierpnia 1932 roku na stadionie Los Angeles Memorial Coliseum w Los Angeles. Wystartowało 21 zawodników z 11 krajów.

## Rekordy
|                   | Zawodnik     | Wynik  | Miejsce   | Data               |
| ----------------- | ------------ | ------ | --------- | ------------------ |
| Rekord świata     | Séra Martin  | 1:50,6 | Colombes  | 14 lipca 1928(dts) |
| Rekord olimpijski | Douglas Lowe | 1:51,8 | Amsterdam | 31 lipca 1928(dts) |

## Terminarz
| Data            |            | Godzina |
| --------------- | ---------- | ------- |
| 1 sierpnia 1932 | Eliminacje | 16:30   |
| 2 sierpnia 1932 | Finał      | 15:45   |

## Wyniki

### Eliminacje
Z każdego z biegów eliminacyjnych do finału awansowało trzech najlepszych zawodników.

#### Bieg 1
| Poz. | Zawodnik     | Reprezentacja     | Czas    | Uwagi |
| ---- | ------------ | ----------------- | ------- | ----- |
| 1.   | Edwin Genung | Stany Zjednoczone | 1:54,73 | Q     |
| 2.   | Phil Edwards | Kanada            | 1:55,1  | Q     |
| 3.   | Jack Powell  | Wielka Brytania   | 1:55,6  | Q     |
| 4.   | Don Evans    | Nowa Zelandia     | 1:56,6  |       |
| 5.   | Paul Martin  | Szwajcaria        | 1:58,4  |       |
| 6.   | Nestor Gomes | Brazylia          | 2:00,5  |       |
| –    | Jean Keller  | Francja           | DNF     |       |

#### Bieg 2
| Poz. | Zawodnik               | Reprezentacja     | Czas   | Uwagi |
| ---- | ---------------------- | ----------------- | ------ | ----- |
| 1.   | Chuck Hornbostel       | Stany Zjednoczone | 1:52,4 | Q     |
| 2.   | Alex Wilson            | Kanada            | 1:52,5 | Q     |
| 3.   | Otto Peltzer           | Niemcy            | 1:53,6 | Q     |
| 4.   | Hjalmar Johannessen    | Norwegia          | 1:54,3 |       |
| 5.   | Hermenegildo del Rosso | Argentyna         | 1:54,9 |       |
| 6.   | René Morel             | Francja           | 1:55,2 |       |
| 7.   | Lucílo Iturbe          | Meksyk            | 1:55,6 |       |

#### Bieg 3
| Poz. | Zawodnik           | Reprezentacja     | Czas   | Uwagi |
| ---- | ------------------ | ----------------- | ------ | ----- |
| 1.   | Thomas Hampson     | Wielka Brytania   | 1:53,0 | Q     |
| 2.   | Séra Martin        | Francja           | 1:53,2 | Q     |
| 3.   | Edwin Turner       | Stany Zjednoczone | 1:54,0 | Q     |
| 4.   | Eddie King         | Kanada            | 1:54,4 |       |
| 5.   | Max Danz           | Niemcy            | 1:58,9 |       |
| 6.   | Domingos Puglisi   | Brazylia          | 1:59,4 |       |
| 7.   | Miguel Vasconcelos | Meksyk            | 2:00,0 |       |

### Finał
| Poz. | Zawodnik         | Reprezentacja     | Czas   | Uwagi |
| ---- | ---------------- | ----------------- | ------ | ----- |
| 1.   | Thomas Hampson   | Wielka Brytania   | 1:49,7 | WR    |
| 2.   | Alex Wilson      | Kanada            | 1:49,9 | [ 3 ] |
| 3.   | Phil Edwards     | Kanada            | 1:51,5 |       |
| 4.   | Edwin Genung     | Stany Zjednoczone | 1:51,7 |       |
| 5.   | Edwin Turner     | Stany Zjednoczone | 1:52,5 |       |
| 6.   | Chuck Hornbostel | Stany Zjednoczone | 1:52,7 |       |
| 7.   | Jack Powell      | Wielka Brytania   | 1:53,0 |       |
| 8.   | Séra Martin      | Francja           | 1:53,6 |       |
| 9.   | Otto Peltzer     | Niemcy            | 1:55,0 |       |